# Феодора Сугдейская
Царица Феодора Сугдейская — персонаж крымских легенд; царица, которая, согласно преданию, правила городом Сугдея в средние века.

## Легенда о Феодоре
По легенде, владения Феодоры включали в себя крепость Алустон (Алушта) и граничили с генуэзской колонией в Кафе, с которой у сугдейцев были напряженные отношения. Многие знатные вельможи мечтали назвать красавицу Феодору своей женой, но молодая царица дала обет безбрачия, дабы все свои силы приложить к заботе о родном крае.
Феодору предал её названный брат Ираклий, любовь которого она отвергла. Перейдя на сторону генуэзцев, Ираклий убедил их атаковать более слабую Сугдею и помог с помощью предательства захватить город. Феодора с войском и жителями отступила в Алустон, а после его штурма и падения укрылась на горе Кастель. Проникнув незамеченным на Кастель, Ираклий открыл ворота врагам, но был узнан и убит Феодорой. Произошла кровопролитная битва, в которой погибли все до единого сугдейцы вместе с девушкой-воином Феодорой. На юго-восточном склоне горы видны темные полосы — по преданию это следы крови павших защитников Кастели.
Существует другой вариант легенды, согласно которому у Феодоры был военачальник Гиркас, также предложивший царице свою любовь, но получивший отказ. В отместку Гиркас перешел на сторону генуэзцев и помог им захватить Сугдею. Стоя на вершине башни, Феодора прокляла изменника и бросилась вниз на камни.

## Историческое обоснование
Историки не смогли обнаружить доказательств существования Феодоры, но в легендах достаточно точно описывается борьба за владение над Крымом, происходившая в XII—XIV в.между Генуей и Венецией. Сугдея (в то время находившаяся под формальным управлением венецианского консула и одновременно бывшая в зависимости от татаро-монгол) была захвачена генуэзцами в июле 1365 года. Кто в это время управлял городом, остается неизвестным. Легенды о Феодоре были известны ещё в XVIII веке среди местного населения.
В 1859 году вышел исторический роман Г. Э. Караулова «Феодора — властительница древней Сугдеи» (более не издававшийся), посвящённый легендарной царице. Историк-крымовед Снежкова записала в 30-е годы вариант легенды, вошедший в современные литературные сборники. О царевне Феодоре также упоминают известные учёные-крымоведы А. Маркович, Е. Л. Марков, С. Качиони. С середины двадцатого века легенда о Феодоре широко используется экскурсоводами и гидами.

## Интересные факты
В начале 2000-х годов крымскими виноделами был выпущен сорт белого десертного вина «Мускат Царица Феодора», получивший название в память легендарной царицы.